# Herbert Steinthal
Eduard Louis Herbert Troels Thomas Steinthal, (* 1. November 1913 in Berlin; † 9. Februar 1986 in Kopenhagen)  war ein dänischer Literatur-, Theater- und Filmkritiker sowie Romanübersetzer.

## Leben
Von Mitte der 1930er bis in die 1970er Jahre übersetzte er deutsche Texte in die dänische Sprache. Daneben war er ein einflussreicher Film-, Theater- und Literaturkritiker sowie Vorsitzender des Filmmedarbejderforeningen (Filmarbeitervereinigung) sowie der Teatermedarbejderforeningen (Theaterarbeitervereinigung).
Steinthal wuchs in Berlin auf. Er machte eine Ausbildung zum Journalisten bei der Zeitung Sorø Amtstidende. 1936 wurde er freier Kritiker beim Politiken. Ab 1939 befasste er sich hauptsächlich mit Kultur. Von 1946 bis 1947 war er Korrespondent in Berlin, anschließend in Mitteleuropa und in Moskau. Steinthal arbeitete bis 1970 als Übersetzer; seine zuletzt übersetzten Bücher waren Heinrich Bölls Ende einer Dienstfahrt (1968) und Erich Kästners Der kleine Mann und die kleine Miss (1970). Er übersetzte mit Vibeke Steinthal, mit der er von 1959 bis 1974 verheiratet war. 
1940 und 1980 war er Mitarbeiter des Jahrbuchs Who-What-Where und des Dänischen Konversationslexikons.